# バルトロメウス・リングヴァルト
バルトロメウス・リングヴァルト（Bartholomäus Ringwaldt、1530年頃 – 1599年5月9日）は、ドイツのルーテル派の神学者。
フランクフルト・アン・デア・オーダー生まれ。彼のコラール「主イエス・キリスト、汝こよなき宝」（Herr Jesu Christ, Du Höchstes Gut）は、ヨハン・ゼバスティアン・バッハによる同名のカンタータ113番と131番主よ、深き淵よりわれ汝を呼ぶで使われている。